# Stella Arbenina

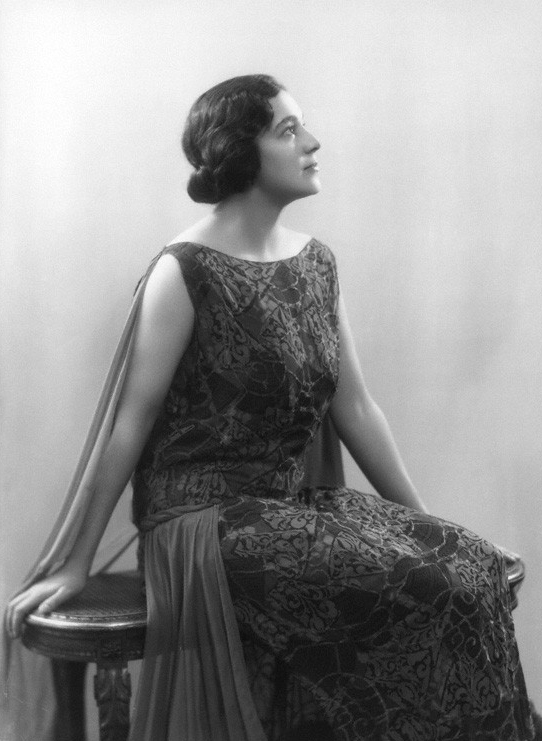
Stella Arbenina (1923)

Stella Arbenina (geborene Stella Zoe Whishaw, verheiratete Stella Zoe Meyendorff; * 27. September 1885 in Sankt Petersburg, Russisches Kaiserreich; † 26. April 1976 in London, England) war eine anglo-russische Schauspielerin.

## Leben
Stella Arbenina wurde in St. Petersburg in eine anglo-russische Familie geboren, die schon seit mehreren Generationen in Russland lebte. Sie war verwandt mit Montague Law Whishaw (geb. 1890) und James Whishaw, einem britischen Geschäftsmann in Sankt Petersburg, der seine Memoiren unter dem Titel A history of the Whishaw family in London im Jahre 1935 veröffentlichte.
1907 heiratete sie Baron Paul von Meyendorff, Captain der Horse Guards und Aide-de-camp bei Nikolaus II. und später Colonel in dessen militärischen Sekretariat. Arbenina und Meyendorff hatten drei Kinder.
Während der Russischen Revolution litt die Familie sehr unter den Bolschewiki. Ihre Besitztümer wurden beschlagnahmt und sie wurden interniert. Durch die Bemühungen des deutsch-baltischen Ausschusses wurden sie aus dem Gefängnis entlassen und schließlich gestattete man ihnen, Russland Ende des Jahres 1918 zu verlassen. Daraufhin ließen sich kurz in Estland nieder, wo sie auf einem Überrest ihres Familienbesitzes lebte. Von 1921 bis 1922 spielte Arbenina in Theatern in Tallinn und Tartu und auch in Berlin. Im Jahr 1923 ging sie mit den Kindern nach London, wo sie dauerhaft wohnt. Dort trat sie auf Bühnen und im Film auf.
Im Jahr 1930 veröffentlichte sie ihre Memoiren, Through Terror to Freedom, die ihre Erfahrungen während der russischen Revolution beschreibt. Sie starb 90-jährig in London.

## Filmografie
- 1922: Der brennende Acker
- 1922: Die Flucht in die Ehe. Der große Flirt
- 1922: Miss Rockefeller filmt
- 1923: Das Geheimnis der Herzogin
- 1923: Der Frauenkönig
- 1923: Der Geldteufel
- 1923: Vineta. Die versunkene Stadt
- 1925: The Last Witness
- 1925: The Secret Kingdom
- 1927: A Woman Redeemed
- 1931: Bracelets
- 1931: Stamboul
- 1934: Colonel Blood
- 1934: What Happened Then?
- 1935: Crime Unlimited
- 1937: Fine Feathers
- 1937: Merry Comes to Town
- 1938: Murder in the Family
- 1939: Magyar Melody
- 1939: The Outsider
- 1939: Träumende Augen